# Ciclismo ai Giochi della III Olimpiade - Cinque miglia
La competizione delle cinque miglia (m. 8.046,7) di ciclismo dei Giochi della III Olimpiade si tenne il 5 agosto 1904 al Francis Field della Washington University di Saint Louis.

## Risultati
Non si disputarono turni eliminatori.

### Finale
| Pos. | Atleta           | Tempo         |
| ---- | ---------------- | ------------- |
| 1    | Charles Schlee   | 13'08"2       |
| 2    | George Wiley     | a 5 lunghezze |
| 3    | Arthur Andrews   | n/d           |
| 4    | Julius Schaefer  | n/d           |
| dnf  | Marcus Hurley    | -             |
| dnf  | Burton Downing   | -             |
| dnf  | Oscar Goerke     | -             |
| dnf  | Teddy Billington | -             |
| dnf  | Jay Nash McCrea  | -             |